# Jan Zygmuntowicz
Jan Zygmuntowicz (ur. 1861, zm. 1945 w Krośnie) – polski rzemieślnik, działacz cechów.
Od 1893 posiadał własny warsztat ślusarski w Krośnie. Był znanym wytwórcą okuć, krat i ozdobnych ogrodzeń. Założył Pierwszą Krajową Wytwórnię Przyborów Pszczelarskich.
Wielokrotnie nagradzany na wystawach w kraju i poza granicami. Był jednym z założycieli Towarzystwa „Zgoda”. Jego uczniem był Władysław Gomułka,
Kraty z jego warsztatu zdobią m.in. gmach dawnego gimnazjum, a obecnie Liceum Ogólnokształcącego nr 1, a wykute przez niego ogrodzenia można spotkać na Starym Cmentarzu w Krośnie.